# Genetics Selection Evolution
Genetics Selection Evolution (GSE) is een internationaal, aan collegiale toetsing onderworpen open access wetenschappelijk tijdschrift op het gebied van de veeteelt en de genetica. De naam wordt in literatuurverwijzingen meestal afgekort tot Genet. Sel. Evol.
Het wordt uitgegeven door BioMed Central namens het Franse Institut national de la recherche agronomique en verschijnt tweemaandelijks.
Het eerste nummer verscheen in 1969.